# Flavinadenindinukleotid
Flavínadeníndínukleotíd (okrajšano FAD) je spojina, v kateri sta z anhidridno vezjo med dvema molekulama fosforjeve kisline povezana adenozin-5'-monofosfat in flavinmononukleotid in je prostetična skupina oksidoreduktaz. Zgradbo molekule FAD lahko opišemo tudi kot adenozindifosfat, vezan na riboflavin (vitamin B2).
Udeležen je pri številnih pomembnih presnovnih reakcijah v telesu. Obstaja lahko v dveh redukcijsko-oksidacijskih stanjih, ki prehajata eno v drugo s sprejemanjem oziroma oddajanjem elektronov. Ime zavaja, da gre za dinukleotid, vendar je v riboflavinski podenoti flavinska skupina vezana na ribitol z vezjo med ogljikom in dušikom in ne z glikozidno vezjo in torej ni nukleotidna.
FAD se reducira v FADH2 s sprejetjem dveh vodikovih atomov (in s tem pridobitvijo dveh elektrobnov):